# Bratsbergbanen
| Bahnhof Nordagutu |                                                           |                                                  |                                                 |
| |                                                           |                                                  |                                                 |
| Kursbuchstrecke: | R55                                                       |                                                  |                                                 |
| Streckenlänge: | 47 km                                                     |                                                  |                                                 |
| Spurweite: | 1435 mm (Normalspur)                                      |                                                  |                                                 |
| Stromsystem: | 15 kV, 16 2⁄3Hz ~                                         |                                                  |                                                 |
| Maximale Neigung: | Nordagutu–Skien ø 18 ‰ km 164,756 bei Valeseter max. 36 ‰ |                                                  |                                                 |
| Streckengeschwindigkeit: | 105 km/h Pendelzug 110 km/h                               |                                                  |                                                 |
| |                                                           |                                                  |                                                 |
| \| \| \| Tinnosbanen von Tinnoset \| \| \| \| 145,72 \| Notodden nye stasjon (5.12.1917–2004, 2015–2020) \| 34 moh. \| \| \| \| Notodden kollektivterminal (2004–2015, ab 2020) \| \| \| \| 145,72 \| Notodden gamle stasjon (9.8.1908–15.12.1917) \| Notodden gamle stasjon (9.8.1908–15.12.1917) \| \| \| \| Notodden søndre (155 m) \| \| \| \| \| Gjestrud (51 m) \| \| \| \| 141.57 \| Tinnegrend (1918–2004) \| Tinnegrend (1918–2004) \| \| \| 139.85 \| Tveitan (1939–2004) \| Tveitan (1939–2004) \| \| \| \| Skogen (116 m) \| \| \| \| \| Hjuksa (164 m) \| \| \| \| \| Hjukse (100 m) \| \| \| \| 138.53 \| Trykkerud (1939–2004, 15. Juni 2008–) \| Trykkerud (1939–2004, 15. Juni 2008–) \| \| \| \| Sørlandsbanen von Kongsberg \| \| \| \| 136.24 \| Hjuksebø (1917–2004 Pers.-Halt) \| 156,7 moh. \| \| \| \| Hagen (235 m) \| \| \| \| 140.85 \| Holtsås (1917–2004 Pers.-Halt) \| 126,3 moh. \| \| \| \| Plassedal (175 m) \| \| \| \| \| Sundsval (78 m) \| \| \| \| \| Sunde grustak \| \| \| \| 149.95 \| Nordagutu (1917) \| 112,1 moh. \| \| \| \| Sørlandsbanen nach Bø \| \| \| \| \| Skei (28 m) \| \| \| \| 150.15 \| Dalsvatn (1920–2004 Pers.-Halt) \| 169,1 moh. \| \| \| \| Dale (82 m) \| \| \| \| \| Storodden (135 m) \| \| \| \| \| Spirdalen (46 m) \| \| \| \| \| Magnus (122 m) \| \| \| \| \| Mjågetjern (74 m) \| \| \| \| 156.09 \| Valebø (1917–2004 Pers.-Halt) \| 161,2 moh. \| \| \| \| Valebø (333 m) \| \| \| \| \| Tjerndalen (66 m) \| \| \| \| \| Tjerndalen-Viadukt (135 m) \| \| \| \| \| Dragsvoll (122 m) \| \| \| \| \| Daletjern (59 m) \| \| \| \| \| Skjærdalen I (137 m) \| \| \| \| \| Skjærdalen II (16 m) \| \| \| \| \| Skjærdalen III (21 m) \| \| \| \| \| Garvannselva (20 m) \| \| \| \| 163.90 \| Valeseter (1931) \| Valeseter (1931) \| \| \| \| Franstjern (99 m) \| \| \| \| \| Svartufs I (98 m) \| \| \| \| \| Sagtjernelva (27 m) \| \| \| \| \| Svartufs II (60 m) \| \| \| \| \| Nisterudkollen (88 m) \| \| \| \| 168.42 \| Nisterud (1919) \| 98,3 moh. \| \| \| 168.52 \| Nisterud blokkpost \| Nisterud blokkpost \| \| \| \| Nisterud (141 m) \| \| \| \| \| Bøelva (ca. 20 m) \| \| \| \| \| Lia (1931) \| \| \| \| \| Bø (29 m) \| \| \| \| \| Hoppestadelva (65 m) \| \| \| \| 175.95 \| Hoppestad (1920–2004) \| 28,7 moh. \| \| \| 180.50 \| Skien (1917) \| 43,5 moh. \| \| \| \| Skienstunnelen (1174 m) \| \| \| \| \| Skien gamle stasjon \| \| \| \| \| Skien G tunnel (117 m) \| \| \| \| 182,66 \| Follestad (1918) \| Follestad (1918) \| \| \| \| \| \| \| \| 183,57 \| Eikonrød blokkpost \| Eikonrød blokkpost \| \| \| 183.84 \| Eikonrød (1916) \| 17,2 moh. \| \| \| 185.95 \| Bøle (1883) \| Bøle (1883) \| \| \| \| Norsk Hydro \| \| \| \| \| Godssenter Grenland \| \| \| \| 186.80 \| Borgestad (1916–2006 Pers.-Halt) \| 9,8 moh. \| \| \| \| \| \| \| \| 187.10 \| Borgestadholmen (1883) \| Borgestadholmen (1883) \| \| \| \| Vidarsgate sidespor \| \| \| \| 188.84 \| Osebakken (1883) \| Osebakken (1883) \| \| \| \| Leirkup (ca. 25 m) \| \| \| \| 190.12 \| Porsgrunn (1882) \| 5,7 moh. \| \| \| \| \| \| \| \| \| Herøya Tunnel (1,838 m) \| \| \| \| \| Gunnekleivfjorden (ca. 20 m) \| \| \| \| \| Norsk Hydro, Herøya \| \| \| \| \| neue Strecke Larvik–Porsgrunn, geplant \| \| \| \| 192.60 \| Eidanger (1882) \| Eidanger (1882) \| \| \| 192,11 \| Bjørntvedt sidespor \| Bjørntvedt sidespor \| \| \| \| Bahnstrecke Eidanger–Brevik nach Brevik \| \| \| \| \| Industriegleis zu Isola AS \| \| \| \| \| Vestfoldbanen \| \| \| \| \| \| \| \| Quellen: [2] \| \| \| \| |                                                           |                                                  |                                                 |
| Strecke |                                                           | Tinnosbanen von Tinnoset                         | Tinnosbanen von Tinnoset                        |
| ehemaliger Bahnhof | 145,72                                                    | Notodden nye stasjon (5.12.1917–2004, 2015–2020) | 34 moh.                                         |
| Haltepunkt / Haltestelle Streckenanfang und quer · Abzweig quer und ehemals von links · Abzweig geradeaus, ehemals nach rechts und von rechts |                                                           | Notodden kollektivterminal (2004–2015, ab 2020)  | Notodden kollektivterminal (2004–2015, ab 2020) |
| Kopfbahnhof Streckenende (Strecke außer Betrieb) · Strecke | 145,72                                                    | Notodden gamle stasjon (9.8.1908–15.12.1917)     | Notodden gamle stasjon (9.8.1908–15.12.1917)    |
| Tunnel |                                                           | Notodden søndre (155 m)                          | Notodden søndre (155 m)                         |
| Tunnel |                                                           | Gjestrud (51 m)                                  | Gjestrud (51 m)                                 |
| ehemaliger Haltepunkt / Haltestelle | 141.57                                                    | Tinnegrend (1918–2004)                           | Tinnegrend (1918–2004)                          |
| ehemaliger Haltepunkt / Haltestelle | 139.85                                                    | Tveitan (1939–2004)                              | Tveitan (1939–2004)                             |
| Tunnel |                                                           | Skogen (116 m)                                   | Skogen (116 m)                                  |
| Brücke über Wasserlauf |                                                           | Hjuksa (164 m)                                   | Hjuksa (164 m)                                  |
| Tunnel |                                                           | Hjukse (100 m)                                   | Hjukse (100 m)                                  |
| Haltepunkt / Haltestelle | 138.53                                                    | Trykkerud (1939–2004, 15. Juni 2008–)            | Trykkerud (1939–2004, 15. Juni 2008–)           |
| Abzweig geradeaus und von links |                                                           | Sørlandsbanen von Kongsberg                      | Sørlandsbanen von Kongsberg                     |
| Dienststation / Betriebs- oder Güterbahnhof | 136.24                                                    | Hjuksebø (1917–2004 Pers.-Halt)                  | 156,7 moh.                                      |
| Tunnel |                                                           | Hagen (235 m)                                    | Hagen (235 m)                                   |
| Blockstelle | 140.85                                                    | Holtsås (1917–2004 Pers.-Halt)                   | 126,3 moh.                                      |
| Tunnel |                                                           | Plassedal (175 m)                                | Plassedal (175 m)                               |
| Tunnel |                                                           | Sundsval (78 m)                                  | Sundsval (78 m)                                 |
| Abzweig geradeaus und von links · Betriebsstelle Streckenende und quer |                                                           | Sunde grustak                                    | Sunde grustak                                   |
| Bahnhof | 149.95                                                    | Nordagutu (1917)                                 | 112,1 moh.                                      |
| Abzweig geradeaus und nach rechts |                                                           | Sørlandsbanen nach Bø                            | Sørlandsbanen nach Bø                           |
| Tunnel |                                                           | Skei (28 m)                                      | Skei (28 m)                                     |
| Blockstelle | 150.15                                                    | Dalsvatn (1920–2004 Pers.-Halt)                  | 169,1 moh.                                      |
| Tunnel |                                                           | Dale (82 m)                                      | Dale (82 m)                                     |
| Tunnel |                                                           | Storodden (135 m)                                | Storodden (135 m)                               |
| Tunnel |                                                           | Spirdalen (46 m)                                 | Spirdalen (46 m)                                |
| Tunnel |                                                           | Magnus (122 m)                                   | Magnus (122 m)                                  |
| Tunnel |                                                           | Mjågetjern (74 m)                                | Mjågetjern (74 m)                               |
| Dienststation / Betriebs- oder Güterbahnhof | 156.09                                                    | Valebø (1917–2004 Pers.-Halt)                    | 161,2 moh.                                      |
| Tunnel |                                                           | Valebø (333 m)                                   | Valebø (333 m)                                  |
| Tunnel |                                                           | Tjerndalen (66 m)                                | Tjerndalen (66 m)                               |
| Brücke über Wasserlauf |                                                           | Tjerndalen-Viadukt (135 m)                       | Tjerndalen-Viadukt (135 m)                      |
| Tunnel |                                                           | Dragsvoll (122 m)                                | Dragsvoll (122 m)                               |
| Tunnel |                                                           | Daletjern (59 m)                                 | Daletjern (59 m)                                |
| Tunnel |                                                           | Skjærdalen I (137 m)                             | Skjærdalen I (137 m)                            |
| Tunnel |                                                           | Skjærdalen II (16 m)                             | Skjærdalen II (16 m)                            |
| Tunnel |                                                           | Skjærdalen III (21 m)                            | Skjærdalen III (21 m)                           |
| Brücke über Wasserlauf |                                                           | Garvannselva (20 m)                              | Garvannselva (20 m)                             |
| ehemaliger Haltepunkt / Haltestelle | 163.90                                                    | Valeseter (1931)                                 | Valeseter (1931)                                |
| Tunnel |                                                           | Franstjern (99 m)                                | Franstjern (99 m)                               |
| Tunnel |                                                           | Svartufs I (98 m)                                | Svartufs I (98 m)                               |
| Brücke über Wasserlauf |                                                           | Sagtjernelva (27 m)                              | Sagtjernelva (27 m)                             |
| Tunnel |                                                           | Svartufs II (60 m)                               | Svartufs II (60 m)                              |
| Tunnel |                                                           | Nisterudkollen (88 m)                            | Nisterudkollen (88 m)                           |
| Haltepunkt / Haltestelle | 168.42                                                    | Nisterud (1919)                                  | 98,3 moh.                                       |
| Blockstelle | 168.52                                                    | Nisterud blokkpost                               | Nisterud blokkpost                              |
| Tunnel |                                                           | Nisterud (141 m)                                 | Nisterud (141 m)                                |
| Brücke über Wasserlauf |                                                           | Bøelva (ca. 20 m)                                | Bøelva (ca. 20 m)                               |
| ehemaliger Haltepunkt / Haltestelle |                                                           | Lia (1931)                                       | Lia (1931)                                      |
| Tunnel |                                                           | Bø (29 m)                                        | Bø (29 m)                                       |
| Brücke über Wasserlauf |                                                           | Hoppestadelva (65 m)                             | Hoppestadelva (65 m)                            |
| ehemaliger Haltepunkt / Haltestelle | 175.95                                                    | Hoppestad (1920–2004)                            | 28,7 moh.                                       |
| Bahnhof | 180.50                                                    | Skien (1917)                                     | 43,5 moh.                                       |
| Tunnel |                                                           | Skienstunnelen (1174 m)                          | Skienstunnelen (1174 m)                         |
| Kopfbahnhof Streckenanfang (Strecke außer Betrieb) · Strecke |                                                           | Skien gamle stasjon                              | Skien gamle stasjon                             |
| Tunnel (Strecke außer Betrieb) · Strecke |                                                           | Skien G tunnel (117 m)                           | Skien G tunnel (117 m)                          |
| Strecke (außer Betrieb) · ehemaliger Haltepunkt / Haltestelle | 182,66                                                    | Follestad (1918)                                 | Follestad (1918)                                |
| Strecke nach links (außer Betrieb) · Abzweig geradeaus und ehemals von rechts |                                                           |                                                  |                                                 |
| Blockstelle | 183,57                                                    | Eikonrød blokkpost                               | Eikonrød blokkpost                              |
| ehemaliger Dienststation / Betriebs- oder Güterbahnhof | 183.84                                                    | Eikonrød (1916)                                  | 17,2 moh.                                       |
| ehemaliger Haltepunkt / Haltestelle | 185.95                                                    | Bøle (1883)                                      | Bøle (1883)                                     |
| Betriebs-/Güterbahnhof Streckenanfang (Strecke außer Betrieb) · Strecke |                                                           | Norsk Hydro                                      | Norsk Hydro                                     |
| Betriebs-/Güterbahnhof Strecke bis hier außer Betrieb · Strecke |                                                           | Godssenter Grenland                              | Godssenter Grenland                             |
| Strecke · Dienststation / Betriebs- oder Güterbahnhof | 186.80                                                    | Borgestad (1916–2006 Pers.-Halt)                 | 9,8 moh.                                        |
| Strecke nach links · Abzweig geradeaus und von rechts |                                                           |                                                  |                                                 |
| ehemaliger Haltepunkt / Haltestelle | 187.10                                                    | Borgestadholmen (1883)                           | Borgestadholmen (1883)                          |
| Abzweig geradeaus und nach rechts |                                                           | Vidarsgate sidespor                              | Vidarsgate sidespor                             |
| ehemaliger Haltepunkt / Haltestelle | 188.84                                                    | Osebakken (1883)                                 | Osebakken (1883)                                |
| Brücke über Wasserlauf |                                                           | Leirkup (ca. 25 m)                               | Leirkup (ca. 25 m)                              |
| Bahnhof | 190.12                                                    | Porsgrunn (1882)                                 | 5,7 moh.                                        |
| Verschwenkung von links · Verschwenkung von rechts |                                                           |                                                  |                                                 |
| Tunnel · Strecke |                                                           | Herøya Tunnel (1,838 m)                          | Herøya Tunnel (1,838 m)                         |
| Brücke über Wasserlauf · Strecke |                                                           | Gunnekleivfjorden (ca. 20 m)                     | Gunnekleivfjorden (ca. 20 m)                    |
| Betriebs-/Güterbahnhof Streckenende · Strecke |                                                           | Norsk Hydro, Herøya                              | Norsk Hydro, Herøya                             |
| Abzweig geradeaus und ehemals nach rechts |                                                           | neue Strecke Larvik–Porsgrunn, geplant           | neue Strecke Larvik–Porsgrunn, geplant          |
| ehemaliger Bahnhof | 192.60                                                    | Eidanger (1882)                                  | Eidanger (1882)                                 |
| Abzweig geradeaus und von rechts | 192,11                                                    | Bjørntvedt sidespor                              | Bjørntvedt sidespor                             |
| Abzweig geradeaus und nach rechts |                                                           | Bahnstrecke Eidanger–Brevik nach Brevik          | Bahnstrecke Eidanger–Brevik nach Brevik         |
| Abzweig geradeaus und nach rechts |                                                           | Industriegleis zu Isola AS                       | Industriegleis zu Isola AS                      |
| Strecke |                                                           | Vestfoldbanen                                    | Vestfoldbanen                                   |
| |                                                           |                                                  |                                                 |
| Quellen: |                                                           |                                                  |                                                 |

Bratsbergbanen ist seit 2008 der Name der Eisenbahnstrecke in Norwegen, die zwischen Eidanger und Nordagutu im Fylke Telemark verläuft. Vor 2008 bezeichnete der Begriff Bratsbergbanen den Streckenabschnitt zwischen Eikonrød und Tinnoset.
Die Strecke wird von Norges Statsbaner bedient, die Züge zwischen Notodden und Porsgrunn fährt. Auf der Bratsbergbane wird Norwegens höchste Eisenbahnbrücke über den Hjuksa befahren, die in 65 Meter Höhe über den tiefsten Punkt darunter verläuft. Im Streckenverlauf sind 45 Brücken, 20 Tunnel und 48 Bahnübergänge vorhanden.

## Bedeutung des BegriffesBratsbergbanenund historische Entwicklung
Wie die Bratsbergbane verläuft, ist oft unklar. Dies verbesserte sich nicht, als Jernbaneverket 2008 einige Streckennamen änderte. Dies hat seinen Grund darin, dass zwei Bahnstrecken über einen gemeinsam genutzten Abschnitt geführt werden, der zwischen Hjuksebø und Nordagatu verläuft und von der Sørlandsbane sowie der Bratsbergbane genutzt wird.
Im Norden wurde die regelspurige Rjukanbane 1909 als Schienenverbindung von Norsk Hydro zwischen Rjukan und Notodden fertiggestellt. Die Gesellschaft wurde Norsk Transportaktieselskab benannt. Die Rjukanbane bestand aus den Abschnitten Rjukan–Mæl und Tinnoset–Notodden, mit einer Eisenbahnfähre auf dem Tinnsjøen als Verbindung zwischen den beiden Streckenteilen. Diese Strecke wurde 1911 elektrifiziert.
Am 9. Juli 1908 beschloss das Storting, die Sørlandsbane von Kongsberg nach Neslandsvatn sowie eine Strecke zwischen Hjuksebø und Notodden zu bauen, um damit die Rjukanbane an das nationale Eisenbahnnetz anzuschließen. Drei Jahre später, am  25. Juli 1913, wurde beschlossen, eine Bahn von Nordagutu nach Eikonrød in Skien zu bauen, um so eine zusammenhängende und direkte Bahnverbindung zwischen Rjukanbane und der Region Skien-Porsgrunn zu schaffen.
Norsk Hydro wünschte, dass diese Verbindung bis zur Küste führen solle. Die Strecke zwischen Notodden und Eikonrød wurde 1917 eröffnet, drei Jahre vor der Sørlandsbane zwischen Kongsberg und Hjuksebø. Die gesamte Strecke Notodden–Hjuksebø–Nordagutu–Skien N–Eidanger wurde Bratsbergbanen genannt. Nach dem Übereinkommen vom 25. Juli 1913 wurde Tinnosbanen von der Rjukanbane vom Staat als Staatsbahngesellschaft Tinnoset–Porsgrunnbanen (T.P.B.) übernommen und von Norges Statsbaner ab 1920 betrieben. Die Rjukanbane wurde so auf den Abschnitt Rjukan–Mæl verkürzt, während Bratsbergbanen den Abschnitt Notodden–Tinnoset zugeschlagen bekam. Bereits ab der Eröffnung der Strecke Notodden–Eikonrød am 17. Dezember 1917 führte so die Bratsbergbane von Tinnoset nach Eikonrød.
Im Süden wurde die Grevskapsbane als Schmalspurbahn 1882 bis Skien gebaut. Deren Bahnhof in Skien lag im Zentrum und bekam den Namen Skien G (Skien gamle), nachdem mit dem Bau der Bratsbergbane ein neuer Bahnhof auf Nylende gebaut wurde. Der neue Bahnhof erhielt die Bezeichnung Skien N (Nylende).
Die regelspurige Bratsbergbane traf in Eikonrød auf die schmalspurige Vestfoldbane, 1,9 km südlich von Skien G. Norsk Hydro benötigte eine Transportmöglichkeit bis Borgestad. Deshalb wurde zwischen Eikonrød und Borgestad ein Dreischienengleis verlegt, das am 4. Dezember 1916 in Betrieb genommen wurde. Damit ging in der Praxis die Bratsbergbane von Anfang an bis Borgestad. Norsk Hydro konnte damit seine Massenguttransporte auf der Strecke bereits ab 1916 durchführen, während der Bau einer vollwertigen Regelspurbahn noch nicht abgeschlossen war.
Der Regelspurbetrieb begann am 17. Dezember 1917 und die feierliche Eröffnung fand am 9. Februar 1920 statt. Ab dem 1. Juli 1920 war die Tinnosbane offiziell Teil der Bratsbergbane. Vor der Eröffnung für den allgemeinen Verkehr fuhren 1917 nur bei Bedarf Güterzüge für Norsk Hydro zwischen Rjukan mit dem Hafen in Menstad.
Am 11. Februar 1920 wurde die Verbindung Hjuksebø–Kongsberg eröffnet, die Strecke Kongsberg–Hjuksebø–Nordagutu ist heute Teil der Sørlandsbane. Die Strecke zwischen Notodden und Borgestad wurde am 7. Mai 1936 elektrifiziert.
Ab dem 1. Juli 1923 wurde die Strecke zwischen Porsgrunn und Skien zur Bratsbergbane hinzugefügt, so dass der Name Tinnoset–Porsgrunnbanen ab diesem Datum die korrekte Beschreibung der Bratsbergbane war. Vom 16. Juni 1921 an wurde die gesamte Strecke von Skien G nach Eidanger regelspurig betrieben und die dritte Schiene entfernt. So führt die Bratsbergbane in der Praxis bis nach Eidanger, das so zum Spurwechselbahnhof mit der Vestfoldbane wurde.
Die Sørlandsbane zwischen Nordagutu und Gvarv wurde 1922 eröffnet und erreicht schließlich Kristiansand 1938. Betriebsmäßig wurde die Bratsbergbane zwischen Hjuksebø und Nordagutu mehr und mehr von Zügen, die von der Sørlandsbane ausgingen, befahren. So wurde dieser Abschnitt oft als Teil der Sørlands- und nicht der Bratsbergbane wahrgenommen. In den 1990er Jahren kam das Ende der Transporte von Norsk Hydro zwischen Rjukan, Notodden und Borgestad. Dadurch verringerte sich der Verkehr auf der Bratsbergbane sehr stark, abgesehen vom Abschnitt zwischen Hjuksebø und Nordagatu.
2008 änderte Jernbaneverket mehrere Streckenbezeichnungen. Auf der eigenen Webseite von Jernbaneverket ist unklar, was als Bratsbergbanen bezeichnet wird. Wird JBVs Network Statement 2012 zu Grunde gelegt, kann als Bratsbergbane die Strecke Skien N–Nordagutu bezeichnet werden. Nordagutu–Hjuksebø ist Teil der Sørlandsbane und die Strecke Hjuksebø–Notodden–Tinnoset wird als Tinnosbanen bezeichnet.

## Betrieb

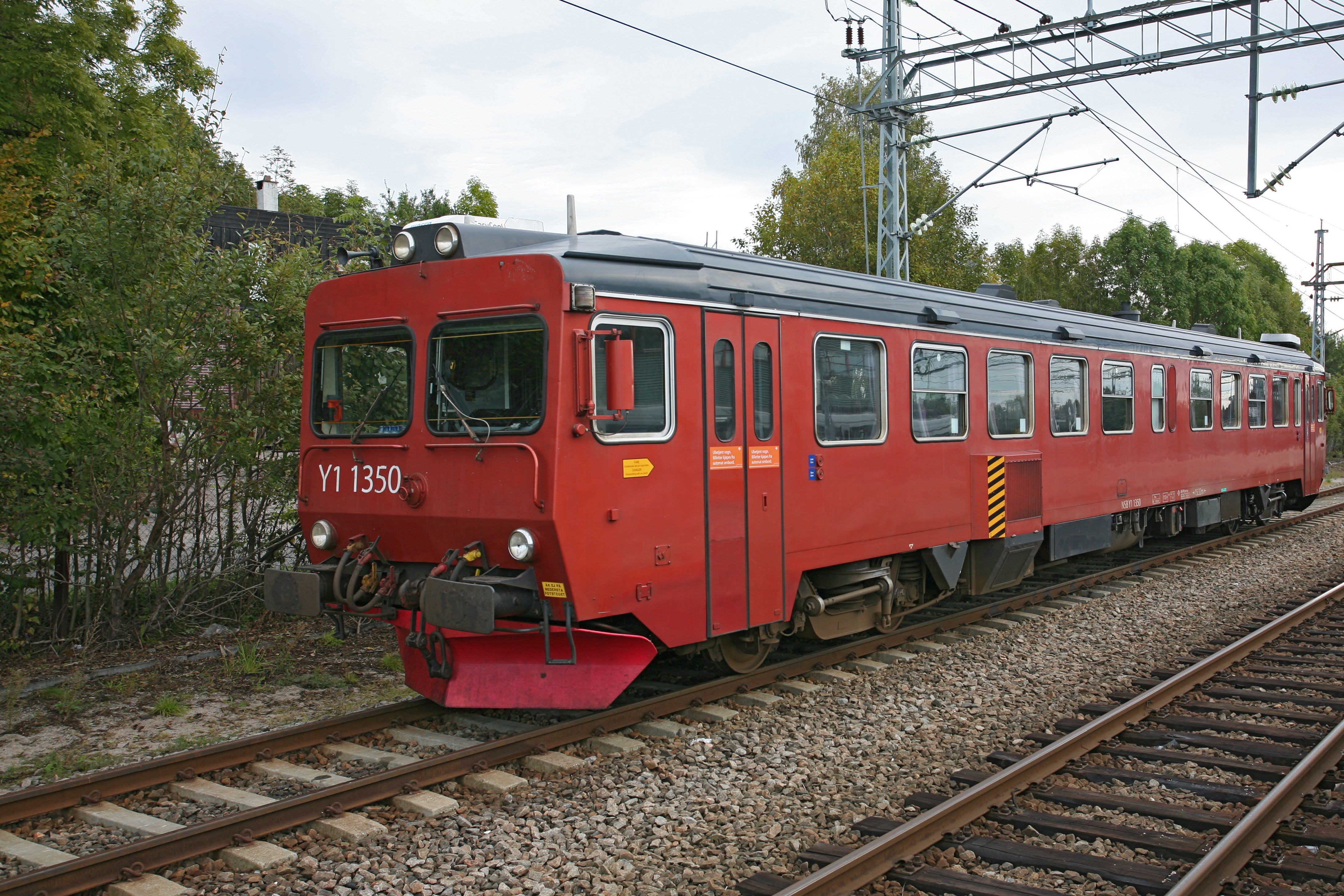
NSB Y1 in Skien

Im Jahr 2000 versuchte die am 1. Januar neu gegründete TIMEtoget Bratsbergbanen AS, den Reiseverkehr Porsgrunn–Notodden mit drei in Schweden gebraucht gekauften, 20 Jahre alten Dieseltriebwagen vom Typ Y1 durchzuführen. Der Bahnhof Notodden kollektivterminal sollte bis zum 1. Januar 2002 fertiggestellt sein. Bei einer Fahrzeit von 55 Minuten über die gesamte Strecke sollte stündlich ein Zug verkehren. Die Fahrgastzahlen sollten damit von 90.000 auf 150.000 jährlich steigen. Der Güterverkehr auf der Strecke sollte durch den Personenverkehr nicht beeinträchtigt werden. Für die Betriebsabwicklung waren 15 Mitarbeiter vorgesehen.
Die Gesellschaft wurde im November des gleichen Jahres nach einem internen Machtkampf über die Mehrheitsbeteiligung der NSB aufgelöst und NSB übernahm die Triebwagen und die Betriebsführung.
2004 wurde eine neue Zweigstrecke vom Bahnhof Notodden nye stasjon nach Notodden kollektivterminal, dem Umsteigepunkt zu den regionalen Bussen, eröffnet. Dieser Streckenabschnitt wurde jedoch nicht elektrifiziert. Damit konnten keine elektrischen Triebwagen eingesetzt werden, sondern es mussten weiterhin Dieseltriebwagen den Verkehr abwickeln.
Seit diesem Zeitpunkt werden die Stationen Porsgrunn, Skien, Nisterud, Nordagutu und Notodden kollektivterminal vom Fylke Telemark in Partnerschaft mit NSB betrieben. Die Stationen Hoppestad, Valebø, Dalsvatnet, Holtsås, Hjuksebø, Trykkerud, Tveitan, Tinnegrend und der Bahnhof Notodden gamle wurden geschlossen. Borgestad folgte 2006, während  Trykkerud 2008 wiedereröffnet wurde.
Im Frühjahr 2010 drohte erneut die Einstellung des Reiseverkehrs. Die Regierung entschied, die Entwicklung bis Ende 2014 zu verfolgen.

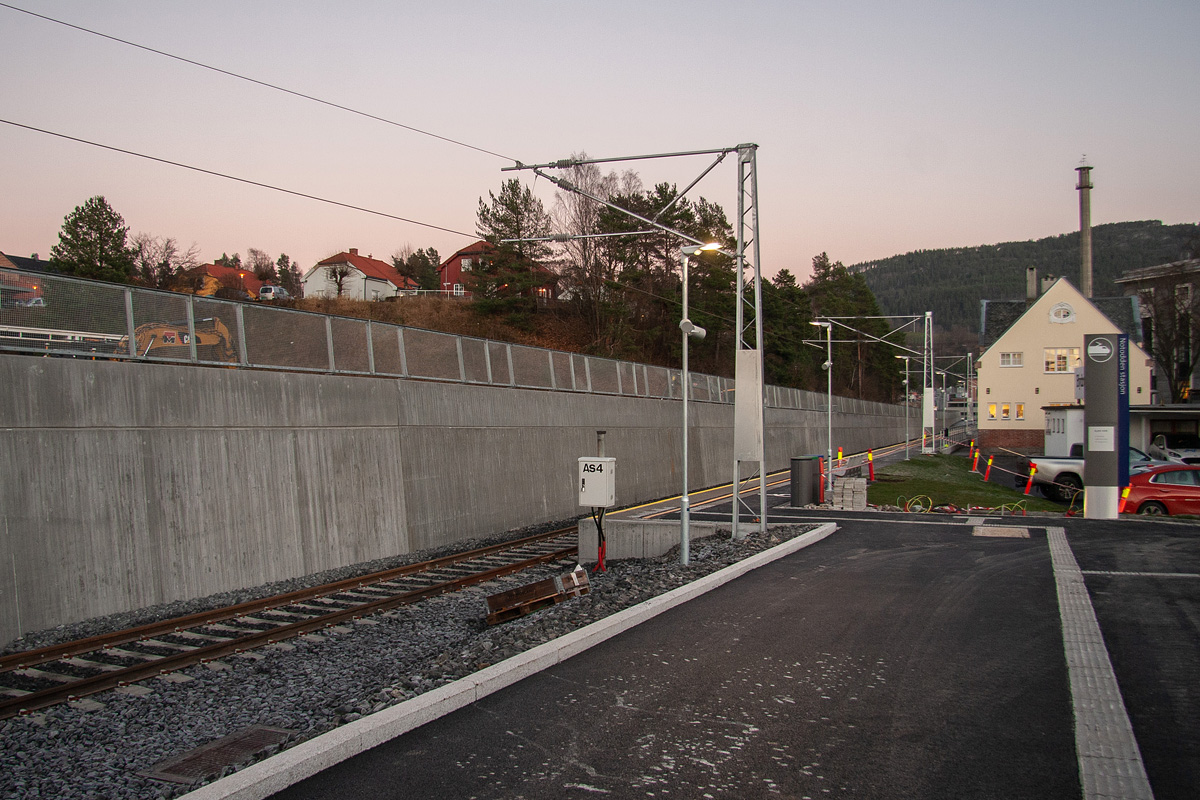
Notodden kollektivterminal (2020)

Im Juli 2011 gab es nach einer Flut beim Bahnhof Notodden mehrere Erdrutsche, die zu einer längeren Sperrung der Strecke zwischen Nordagutu und Notodden führten.
Im August 2015 wurden die letzten beiden schwedischen Y1-Wagen verschrottet. Ab dem 10. August 2015 wurden für kurze Zeit abwechselnd elektrische Triebwagen der Baureihen BM69 und BM70 eingesetzt. Seit 2016 verkehrten zwei Zweiwageneinheiten der Reihe BM69. Da zum Endhaltepunkt Notodden kollektivterminal keine Fahrleitung vorhanden war, fuhren die Züge bis zur Elektrifizierung dieses Abschnittes wieder nach Notodden nye stasjon.
Im Dezember 2020 wurde der Personenverkehr vom Bahnhof Notodden wieder nach Notodden kollektivterminal verlegt, nachdem Gleis 3 elektrifiziert wurde.